# Gryf (Schiff, 1938)
ORP Gryf war ein schwerer Minenleger der polnischen Marine im Zweiten Weltkrieg. Das Kriegsschiff wurde kurz nach dem Beginn des Krieges am 3. September 1939 im Hafen von Hela von deutschen Sturzkampfbombern versenkt.

## Bau und konstruktive Merkmale
Im Frühjahr 1934 gab die polnische Regierung der französischen Werft Chantiers et Ateliers Augustin Normand in Le Havre den Bauauftrag für einen schweren Minenleger. Das Schiff wurde nach polnischen Vorgaben aus einem französischen Projekt weiterentwickelt und lief am 29. November 1936 vom Stapel.
Die Einheit war für einen Minenleger sehr groß, und die Artillerie-Bewaffnung entsprach der eines Zerstörers.
Die Gryf wurde am 27. Februar 1938 in Dienst gestellt, war das einzige Schiff seiner Klasse und das größte Schiff der damaligen polnischen Marine. Aufgrund ihrer Größe war sie in der Lage, bis zu 60 zusätzliche Besatzungsmitglieder aufzunehmen und wurde deshalb zwischenzeitlich als Schulschiff genutzt.

## Geschichte
Zu Beginn des Zweiten Weltkrieges war das Kräfteverhältnis zwischen der polnischen Marine und der deutschen Kriegsmarine aus polnischer Sicht extrem ungünstig. (siehe: Kräfteverhältnis zu Beginn des Krieges)
Deshalb veranlasste die polnische Marineführung mit der Operation Peking noch vor dem Kriegsbeginn die Evakuierung der großen Überwassereinheiten nach Großbritannien. Am 29. August verließen die Zerstörer Burza, Błyskawica und Grom ihren Heimathafen und liefen nach England.
An großen polnischen Kriegsschiffen verblieben bei Kriegsbeginn am 1. September 1939 lediglich die Gryf und der Zerstörer Wicher in polnischen Gewässern.

### Seegefecht in der Danziger Bucht
Am 1. September verließen Gryf, Wicher, die zwei Kanonenboote Komendant Piłsudski, Generał Haller und die sechs Minensuchboote Czajka, Rybitwa, Mewa, Czapla, Jaskółka und Żuraw die Basis in Gdingen. Der Auftrag des Verbandes war, im Rahmen der Operation Rurka die Zugänge zur Danziger Bucht zu verminen. Gryf nahm von einem Trossschiff Seeminen auf, und die Flottille lief in Richtung der Halbinsel Hela.
Während der Überfahrt wurden die polnischen Schiffe von insgesamt 33 deutschen Sturzkampfbombern vom Typ Ju 87 B des Lehrgeschwaders 1 angegriffen. Hauptangriffsziel war die mit 290 Seeminen beladene Gryf, die geringe Schäden an der Ruderanlage, dem Maschinentelegrafen, den Kompassen und der Funkstation durch indirekte Treffer erlitt. 22 Besatzungsmitglieder, unter ihnen der Kommandant Stefan Kwiatkowski, wurden getötet.
Auch die Wicher wurde leicht beschädigt, blieb aber einsatzbereit. Es gelang, einige der deutschen Bomber zu beschädigen, aber keiner wurde abgeschossen. Nach den Angriffen rettete sich der Verband um 18:45 Uhr in den Hafen von Hela, wo die Gryf repariert werden sollte.

### Verteidigung von Hela
Am Morgen des 3. September trafen die unter dem Kommando von Konteradmiral Günther Lütjens stehenden deutschen Zerstörer Leberecht Maass und Wolfgang Zenker vor Hela ein und eröffneten gegen 7:00 Uhr das Feuer.
Mit Unterstützung einer Küstenbatterie von vier 152-mm-Geschützen antworteten Wicher und Gryf kurz danach. Die Gryf wurde von den deutschen Einheiten zweimal getroffen, im Gegenzug erhielt Leberecht Maass einen Treffer der Küstenbatterie. Daraufhin legte Wolfgang Zenker einen Rauchvorhang, wonach beide Schiffe das Gefecht abbrachen und sich aus dem Kampfgebiet zurückzogen.
Nachdem der Seeangriff zurückgewiesen worden war, ging die Gryf in ein Dock. Später am Morgen erfolgten zwei Angriffe deutscher Junkers Ju 87. Bei einem weiteren Luftangriff um 9:10 Uhr wurde der Minenleger getroffen und fing Feuer. Das Feuer entzündete die Flak-Munition, was zu Sekundärexplosionen führte. Zwei polnische Seeleute fanden den Tod. Das Schiff blieb aber schwimmfähig.
Der nächste Angriff erfolgte gegen 14:00 Uhr, als zwölf Stukas Gryf und Wicher mit 250-kg-Bomben angriffen. Die Gryf erhielt einen Volltreffer, setzte auf Grund auf, und das Feuer dehnte sich weiter aus.
Um 16:00 Uhr und 17:25 Uhr griffen deutsche He 59 das Wrack an und zerstörten es endgültig. Die Reste des Schiffes brannten noch zwei Tage.
Am 5. September wurden drei Geschützlafetten demontiert, an Land verbracht und dort als Batterie No. 34 im Küstenverteidigungssystem von Hela eingesetzt.
Im November 1939 hoben die Deutschen das Wrack und schleppten es an einen Strand bei Heisternest, wo es als Artillerieübungsziel benutzt wurde.
Nach dem Kriegsende nutzten die polnischen Luftstreitkräfte das Wrack ebenfalls als Übungsziel. Um 1960 wurden die Reste gehoben und verschrottet.

## Kommandanten
- 27. Februar 1938 – komandor podporucznik[3] Stanisław Dzienisiewicz
- 16. September 1938 – komandor porucznik[4] Roman Stankiewicz
- 1. April 1939 – komandor podporucznik Stefan Kwiatkowski
- 1. September 1939 – kapitan marynarki[5] Wiktor Łomidze
- 1. September 1939 – komandor porucznik Stanisław Hryniewiecki

## Bilder

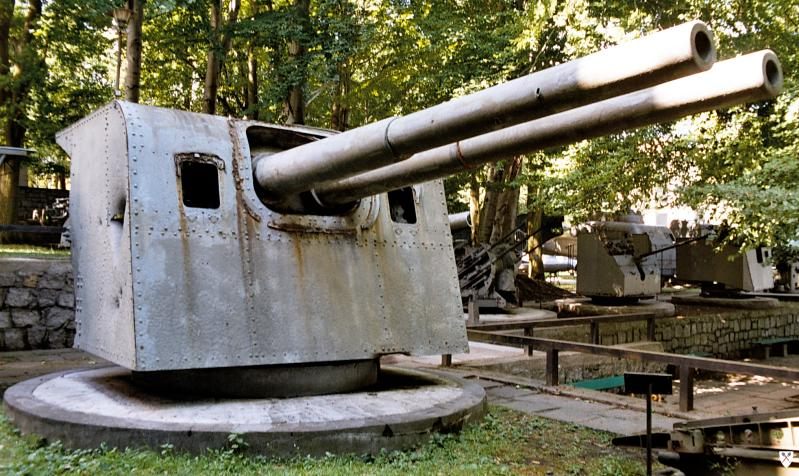
120-mm-Geschütze in Zwillingslafette der Gryf (Marinemuseum in Gdingen)
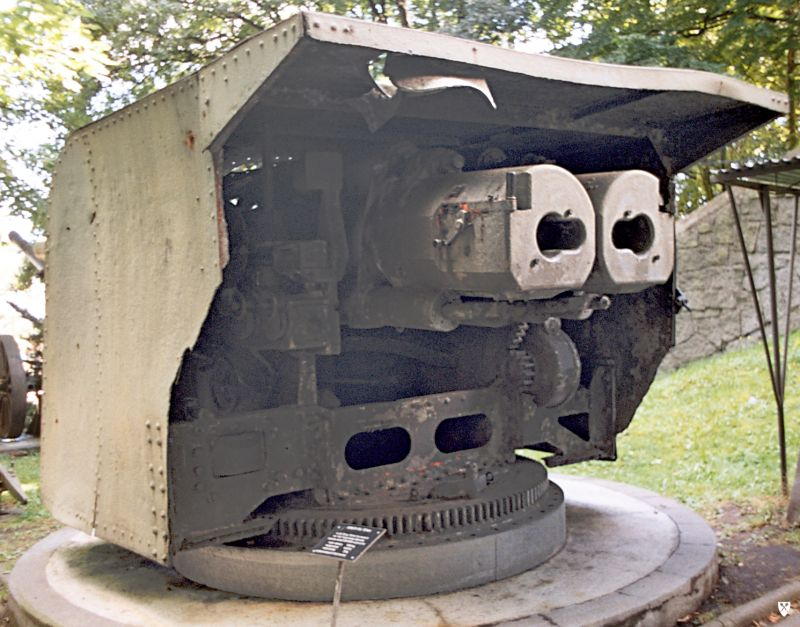
120-mm-Geschütze in Zwillingslafette (Rückseite)